# Pieve di Cento
Pieve di Cento – miejscowość i gmina we Włoszech, w regionie Emilia-Romania, w prowincji Bolonia.
Według danych na styczeń 2009 gminę zamieszkiwało 7018 osób przy gęstości zaludnienia 442,8 os./1 km².